# 青木駅
青木駅（おおぎえき）は、兵庫県神戸市東灘区北青木三丁目にある、阪神電気鉄道本線の駅。駅番号はHS 22。
平日朝ラッシュ時上りのみ運行される区間特急の停車駅、区間急行の始発駅であるが、下りは当駅に停車する定期列車の優等列車は設定されていない（臨時特急であるらくやんライナーは当駅が終着駅）。

## 歴史

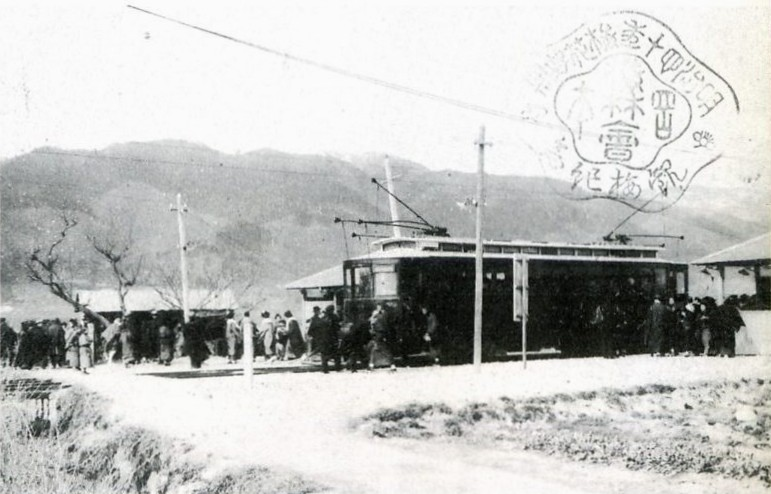
観梅客で賑わう青木駅。スタンプからして1907年（明治40年）か。

- 1905年（明治38年）4月12日：阪神本線の開通と同時に開業[2]。
- 1995年（平成7年）
  - 1月17日：阪神・淡路大震災で被害を受け、阪神本線は不通となり、当駅も一時営業中止[2]。
  - 1月26日：甲子園駅 - 当駅間復旧により営業再開[2][注 1]。
阪神間を結ぶ路線の中では、震災後最も早く神戸市内までの運転復旧を行ったため、一時は「被災地の玄関駅」の役割を果たすこととなり、当時の青木駅は大混雑を呈していた。単なる中間駅で、かつ難読駅であった青木駅は、この出来事により広く関西在住者に知られるようになった。
  - 2月11日：当駅 - 御影駅間復旧[2]（その後同年6月26日に全線復旧[3]）。
- 2001年（平成13年）3月10日：区間特急、快速急行、急行が全列車停車となる（それまでは一部時間帯に急行が停車していたのみ。一時期快速急行が片道のみ停車していた時期もあった）。
- 2007年（平成19年）3月4日：2月6日に当駅周辺のマンション建設現場で発見された不発弾処理のため、本線西宮駅 - 御影駅間が区間運休となる。
- 2009年（平成21年）
  - 3月20日：この日の改正をもって快速急行の停車が取りやめられ（同時に急行は乗り入れ中止[注 2]）、当駅に停車する優等列車は区間特急（新ダイヤでの実際の運行開始は3月23日から）のみとなる。
  - 4月18日：高架化工事の進捗に伴い上り線が仮線に切り替えられる[4]。
- 2010年（平成22年）10月2日：高架化工事の進捗に伴い下り線が仮線に切り替えられる[5]。
- 2015年（平成27年）12月12日：下り線が高架に切り替えられる[6][7]。それと同時にホームでの詳細案内放送を運用開始。
- 2019年（令和元年）11月30日：上り線が高架に切り替えられる[8][9]。
- 2020年（令和2年）3月14日：平日朝ラッシュ時上り2本の急行が区間急行に置き換えられる事に伴い、同列車の始発駅となった。
- 2022年（令和4年）12月23日：臨時有料特急らくやんライナーの運転に伴い、13年ぶりに下り優等列車が停車（当駅止まり[注 3]）。

## 駅構造
島式ホーム2面4線を有する高架駅で、待避設備を備える。コンコースと改札口は2階にあり、出入口は東側（大阪梅田方面）に1か所のみとなっている。トイレは改札内にある。
ホーム有効長は21m級の近鉄車6両編成対応の130mである。
高架化とともに、大阪梅田方面にあった3・4番線から上り線への渡り線は無くなり、神戸三宮方面に近鉄車6両編成に対応した引き上げ線が1本新設された。

### のりば
| 番線 | 路線  | 方向 | 行先                               |
| ---- | ----- | ---- | ---------------------------------- |
| 1・2 | ■本線 | 上り | 尼崎・大阪（梅田）・難波・奈良方面 |
| 3    | ■本線 | 下り | 神戸（三宮）・明石・姫路方面       |
| 4    | ■本線 | 下り | （回送・臨時列車待避用）           |

- 1番線が上り待避線、2番線が上り本線、3番線が下り本線、4番線が下り待避線である。
- 1番線は主に平日朝の区間特急の待避[注 4]や普通と当駅始発の区間急行の接続に使用され、4番線は回送列車または臨時列車が通過列車を待避する際に使用される。平日朝以外の営業列車は2番線と3番線のみ使用する。
- 平日朝に当駅始発の大阪梅田行き区間急行2本と普通1本が設定されている。
- 現行ダイヤでは区間特急は1番線から、区間急行は2番線から発車する。
- 阪神甲子園球場でのプロ野球等のイベント開催時には回送列車が1番線に待機し、イベント終了後に甲子園駅へ移動して大阪梅田行きの臨時列車として運行される。

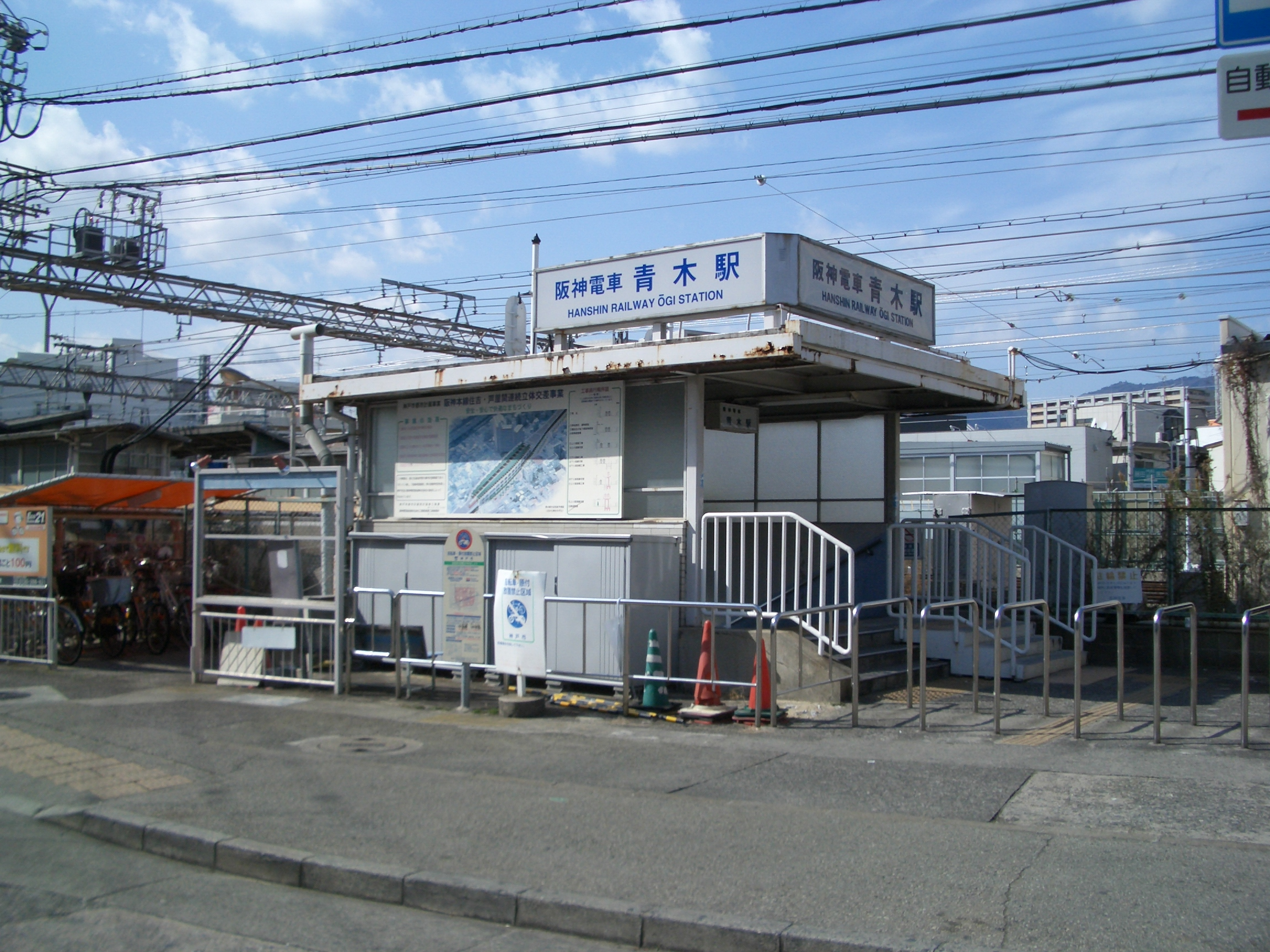
南側出入口（高架工事着工前）
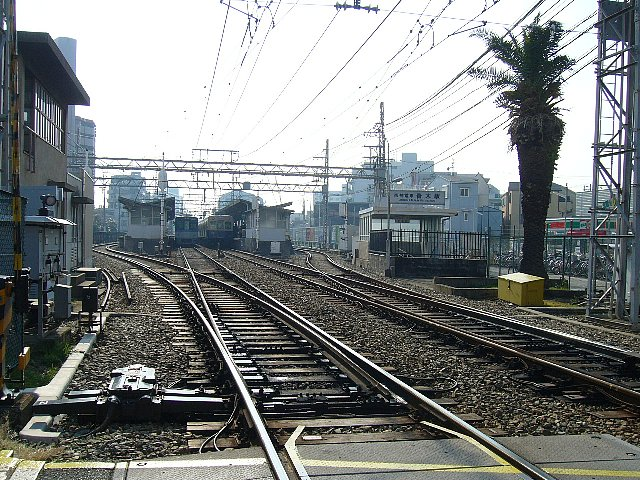
東側踏切(青木駅東踏切)から構内を望む（高架工事着工前）
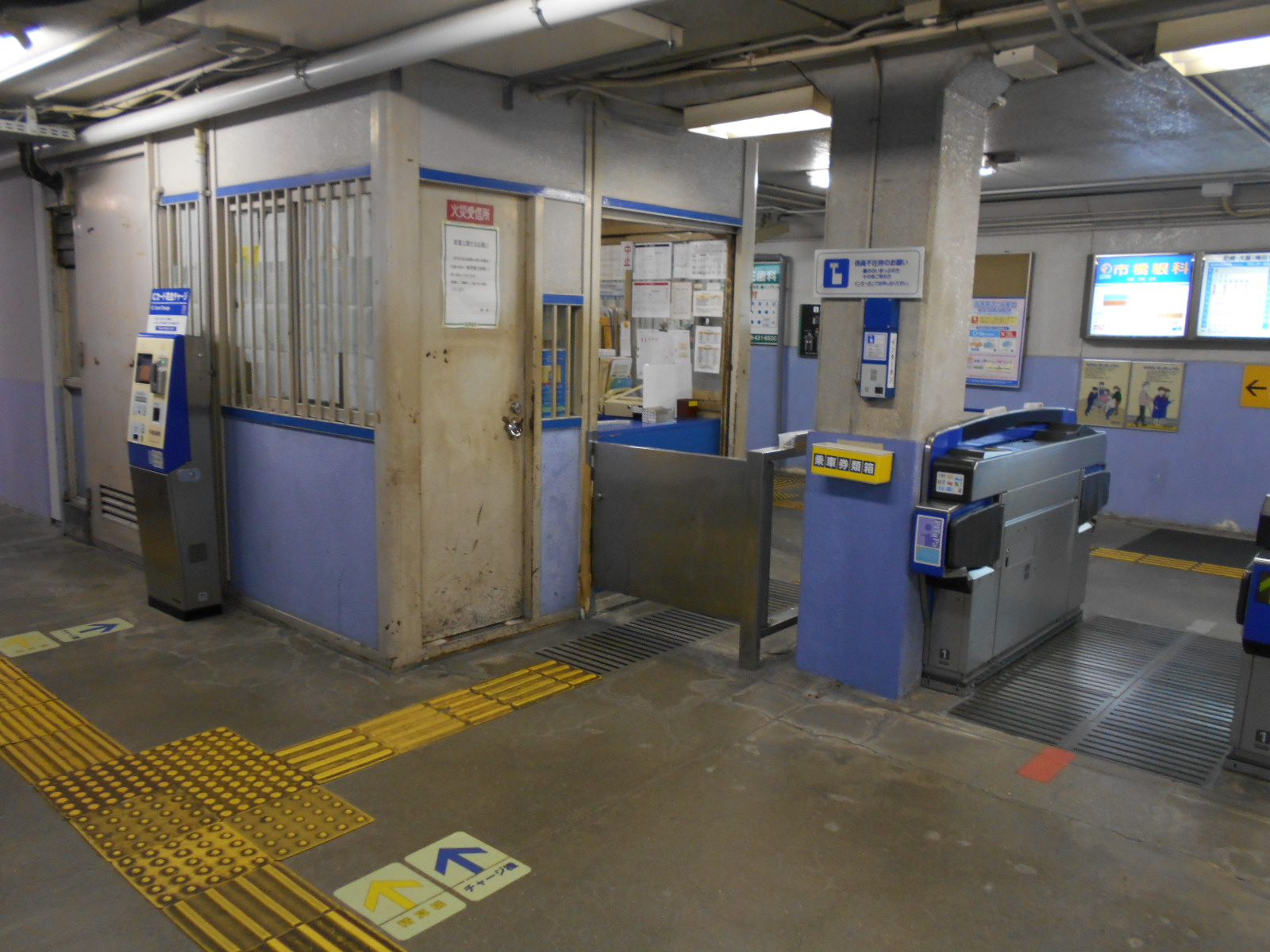
地上駅時代にあった地下の改札口
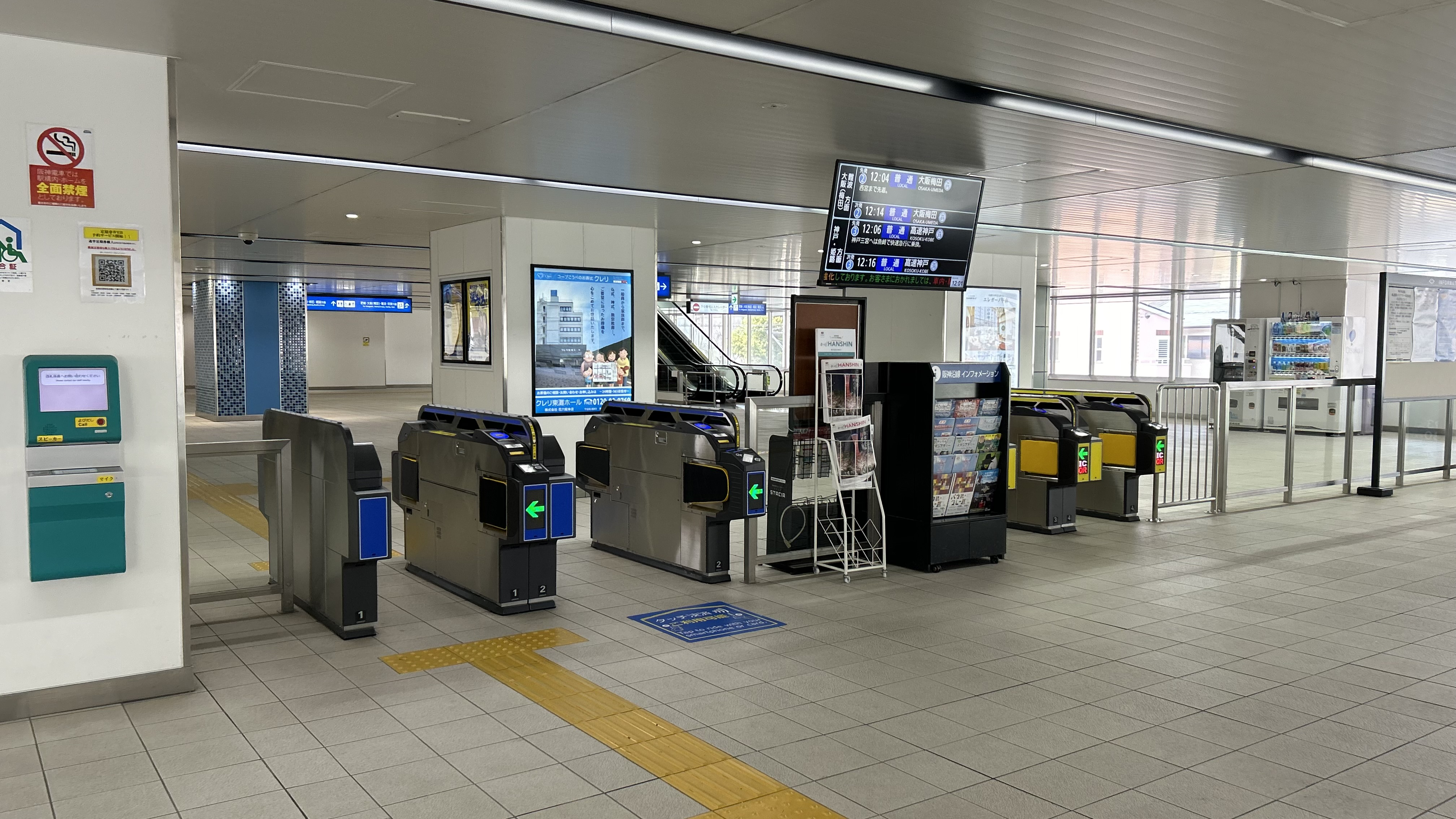
改札口
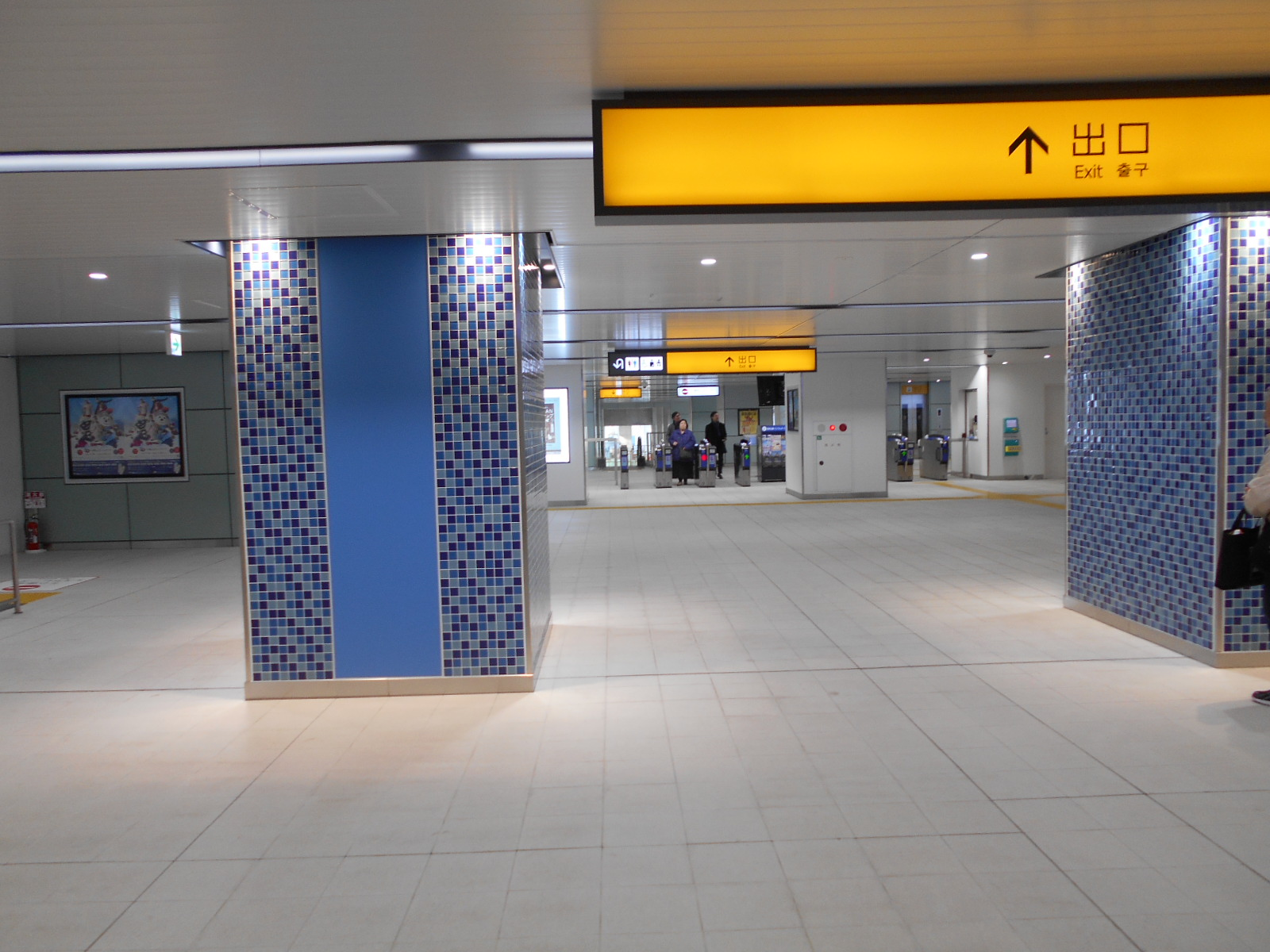
高架化後のコンコース
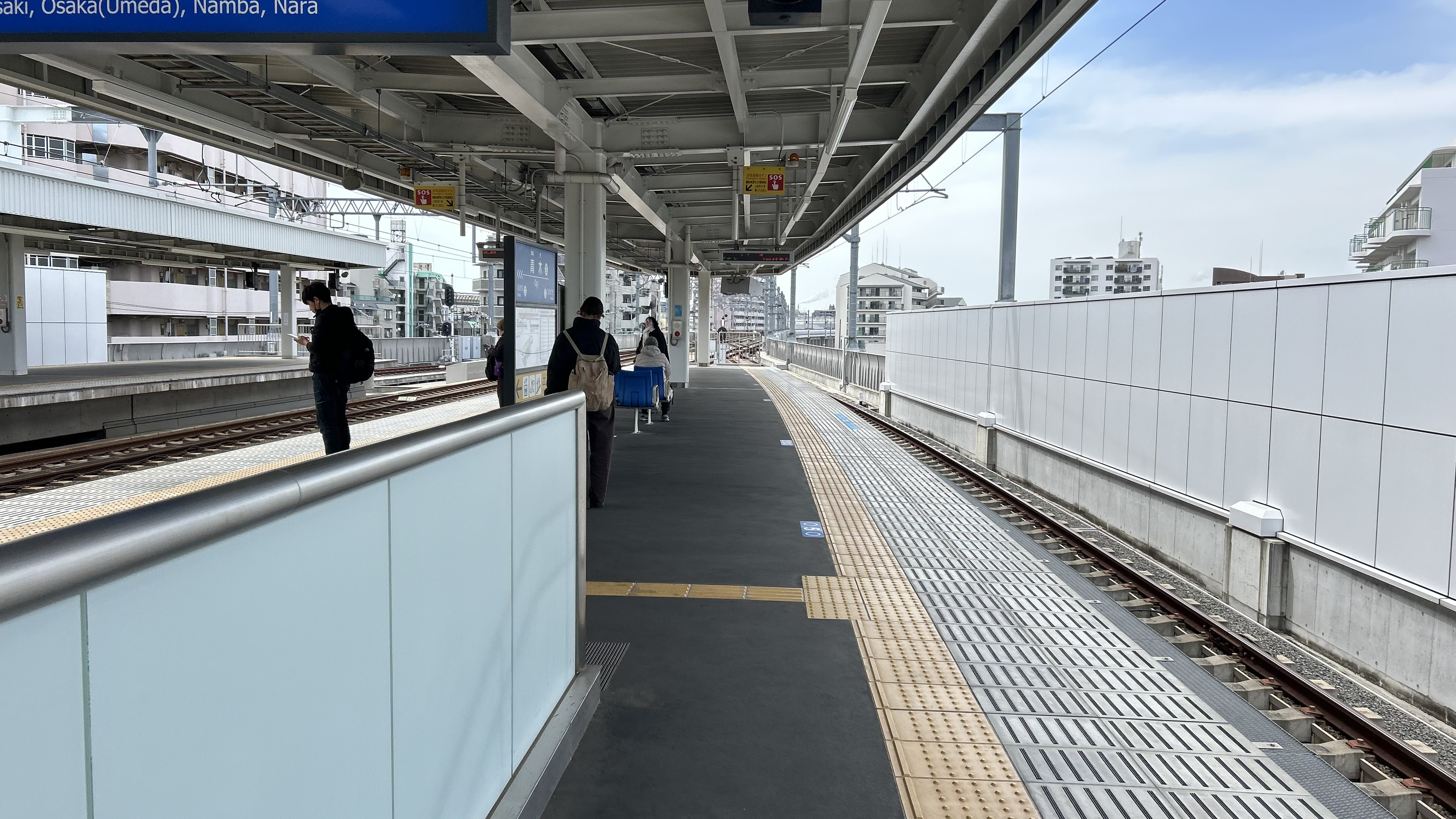
1・2番線ホーム
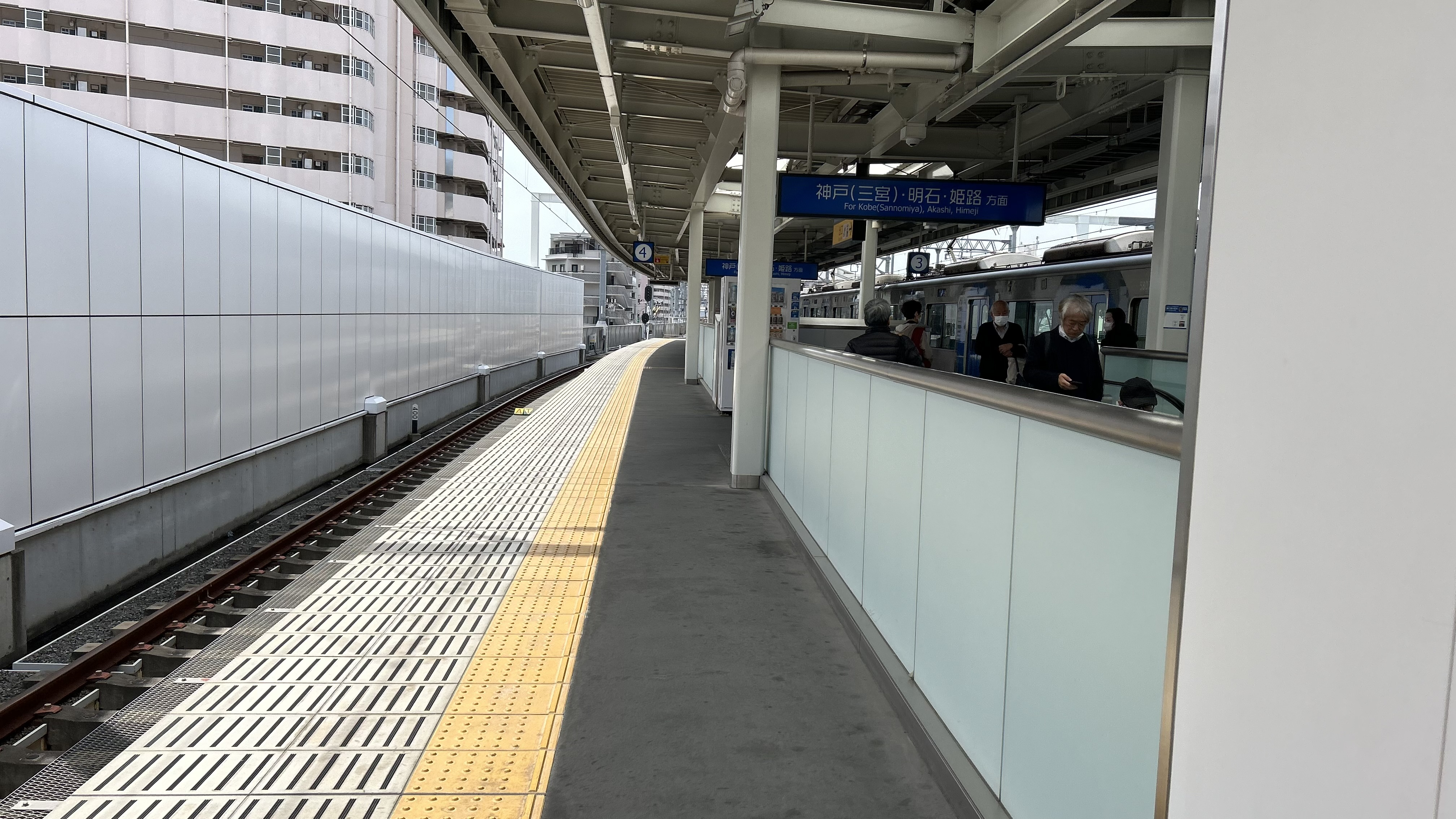
3・4番線ホーム
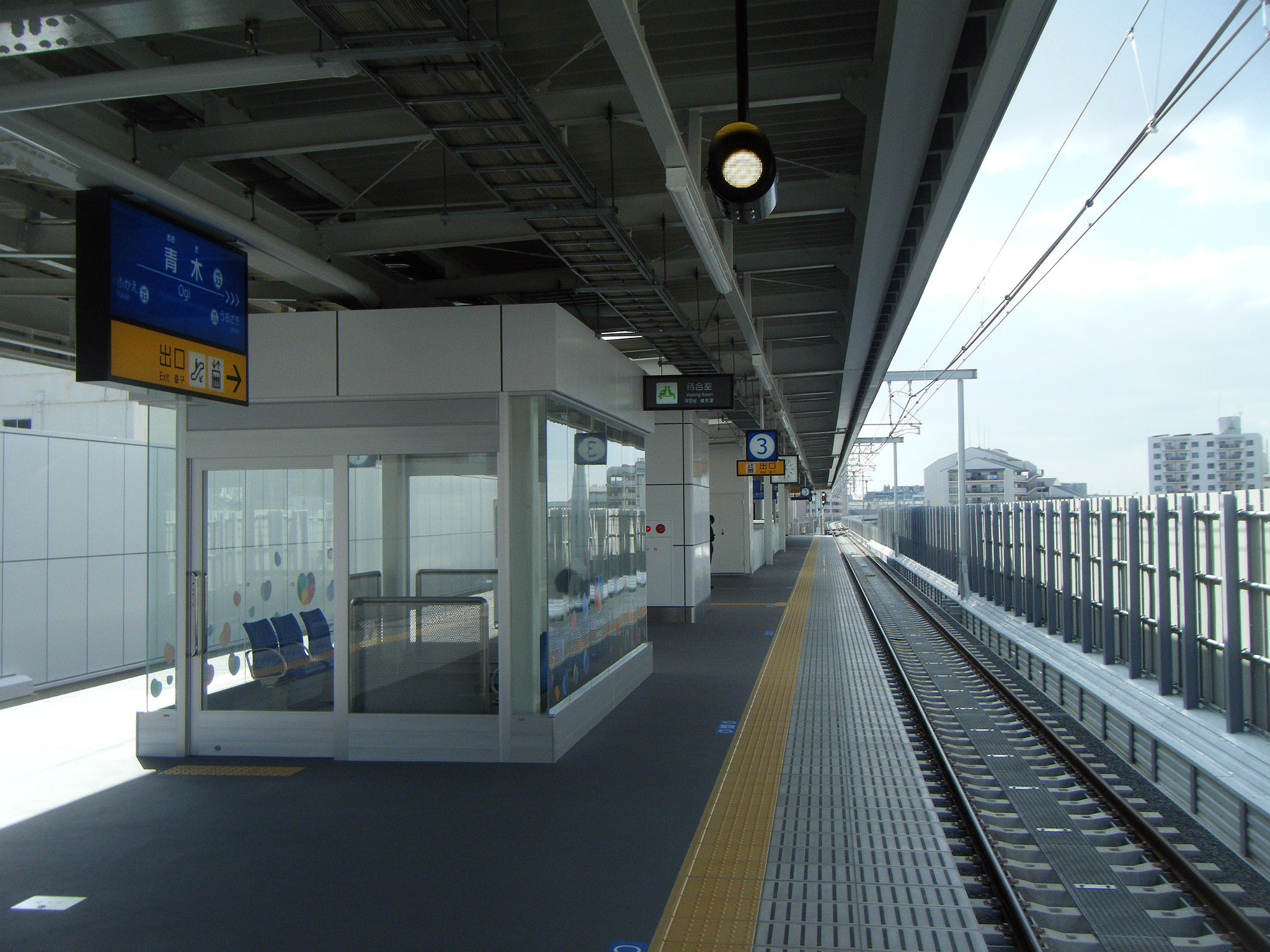
下りのみ高架化された時点の高架ホーム
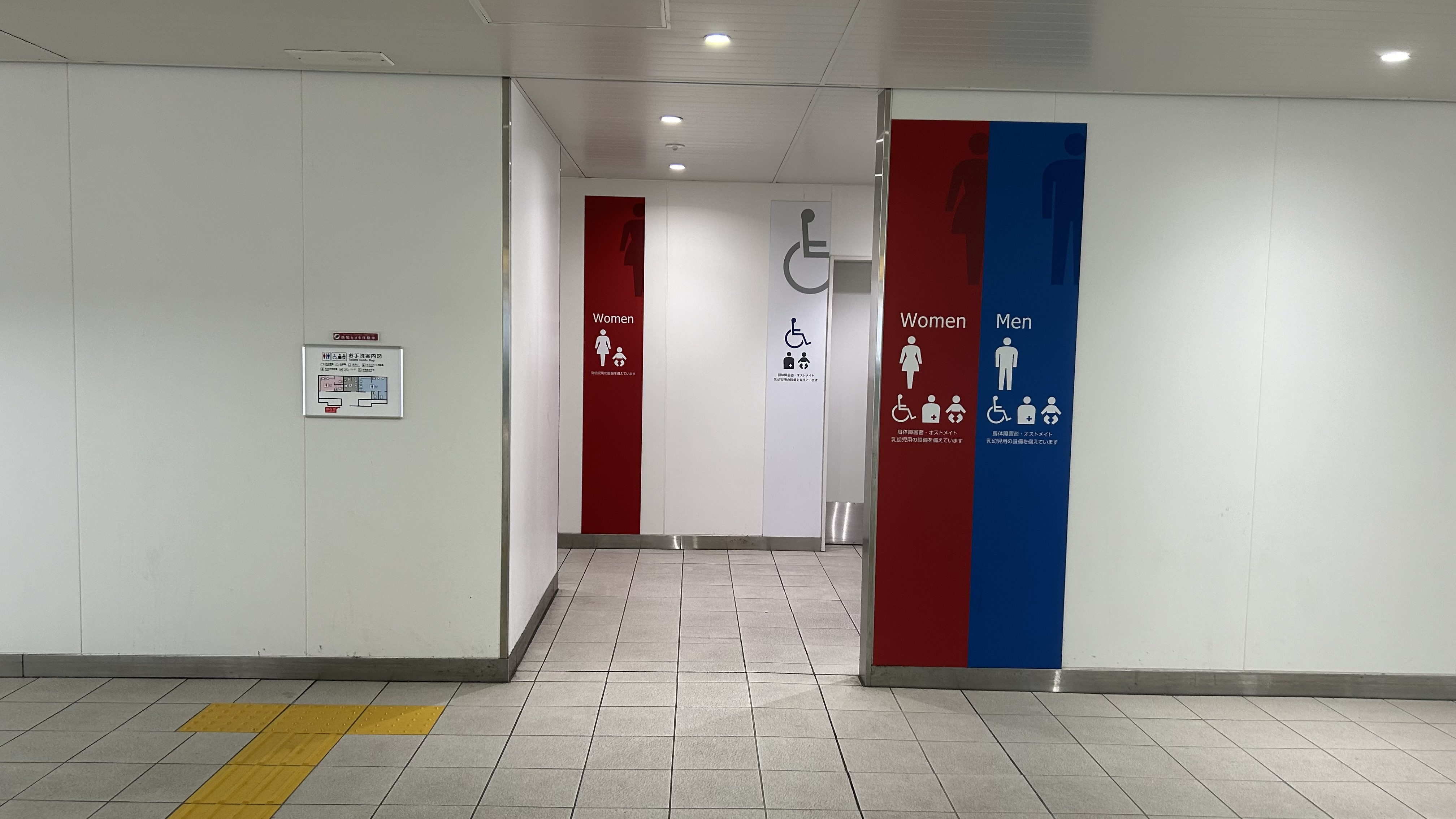
トイレ
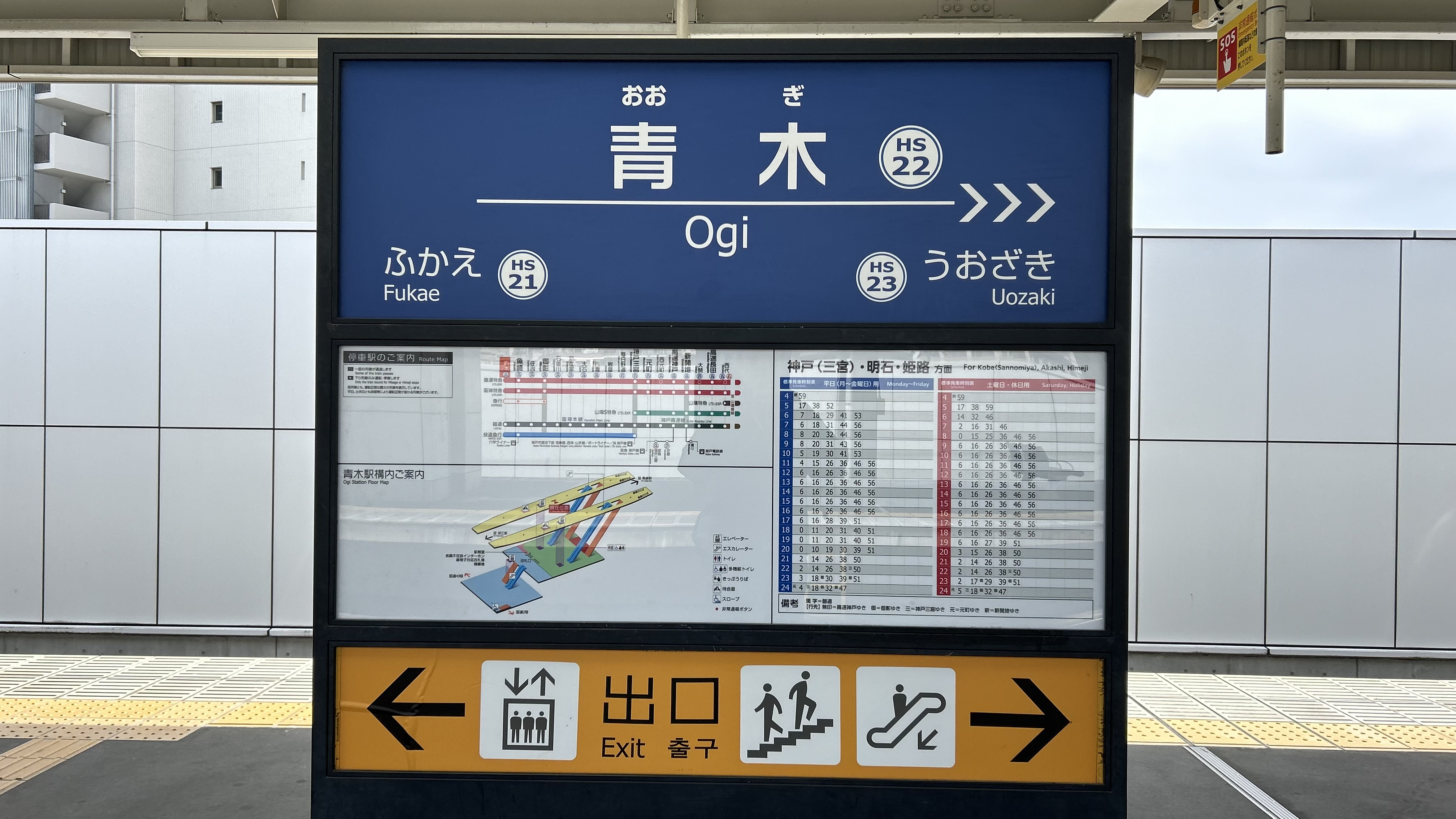
駅名標

## 利用状況
2023年11月の1日平均乗降人員は14,390人で、本線33駅中18位（17位=春日野道駅、19位＝姫島駅、西隣：魚崎駅＝8位、東隣：深江駅＝14位）である。

## 駅周辺
- 神戸青木郵便局
- 瀬戸公園
- 小寄公園（旧：本山交通公園） - 神戸市電の「1155号」と石原産業の蒸気機関車「S108号」が保存されている[2][13]。
- 神戸市立東灘体育館
- 市営青木南住宅
- 八坂神社

公的機関
- 神戸市役所 保健福祉局 児童福祉部児童家庭課 北青木児童館

教育機関
- 神戸市立本庄中学校
- 神戸市立本庄小学校
- 神戸市立魚崎中学校

法人・店舗
- 新明和工業
- 宝酒造 灘工場
- 六甲金属
- 三浦工業 神戸支店
- みなと銀行 青木支店
- スポーツデポ サンシャインワーフ神戸店
- 阪急オアシス 本山南店
- サンシャインワーフ神戸 - 旧東神戸フェリーセンター[2]。かつて四国・九州方面への航路が発着していた[2]。
- ヤマダデンキテックランドサンシャイン神戸店（南東へ徒歩10分[14]）
- はま寿司 43号阪神青木店

## 隣の駅
阪神電気鉄道
本線
■直通特急・■特急・■快速急行・■急行
通過
■区間急行
芦屋駅 (HS 20) ← 青木駅 (HS 22)
■区間特急（平日朝ラッシュ時、大阪梅田行きのみ運転）・■普通
深江駅 (HS 21) - 青木駅 (HS 22) - 魚崎駅 (HS 23)